# Berberski jeziki
Berberski jeziki, znani tudi kot amaziški jeziki (berberska imena: Tamaziɣt, Tamazight, Thamazight, Neo–tifinagh, tuareški tifinagh) so veja afroazijske jezikovne družine. Sestavljajo skupino zelo sorodnih jezikov, ki jih govorijo Berberi, ki so avtohtoni v Severni Afriki. Jeziki so bili tradicionalno napisani s starodavno libijsko-berbersko pisavo, ki sedaj obstaja v obliki tifinagh.
Berberščino govori veliko prebivalcev Maroka, Alžirije in Libije, manjši del prebivalstva Tunizije, severnega Malija, zahodnega in severnega Nigera, severnega Burkina Fasa in Mavretanije ter v oazi Siva v Egiptu. Velike berbersko govoreče migrantske skupnosti danes šteje približno 4 milijone in živijo v Zahodni Evropi, ki segajo več kot tri generacije, že od petdesetih let dvajsetega stoletja. Število berberskih ljudi je večje od števila govorcev berberščine.
Približno 95 % berbersko govorečega prebivalstva govori eno od sedmih glavnih različic berberščine, od katerih ima vsaka vsaj 2 milijona govorcev. Po številu govorcev so: Šila (Taclḥit), Kabile (Taqbaylit), Centralno Atlaški Tamazight (Tamaziɣt), Rifian (Tarifit), Šavija (Tacawit) in Tuareg (Tamacek/Tamajek/Tamašek). Domneva se, da je zdaj izumrli jezik Guanče, ki ga na Kanarskih otokih govorijo Guanči, pripada berberski veji afroazijske družine.
Berberski jeziki in narečja imajo pisno tradicijo, občasno, že približno 2500 let, čeprav je bila tradicija pogosto motena zaradi kulturnih premikov in vdorov. Prvič so bili napisani v libijsko-berberskem abžadu, ki ga Tuaregi še danes uporabljajo v obliki tifinagh. Najstarejši datiran napis je iz 3. stoletja pred našim štetjem. Kasneje, približno med leti 1000 in 1500, so bili pisani v arabski pisavi, od 20. stoletja pa so bili pisani z berbersko latinsko abecedo, zlasti med kabilskimi in rifijskimi skupnostmi v Maroku in Alžiriji. Berbersko latinsko abecedo je v 19. in 20. stoletju uporabljala tudi večina evropskih in berberskih jezikoslovcev.
Posodobljena oblika abecede tifinagh, imenovana Neotfinagh, je bila sprejeta v Maroku leta 2003 za pisanje berberjev, vendar številne maroške berberske publikacije še vedno uporabljajo berbersko latinsko abecedo. Alžirci večinoma uporabljajo berbersko latinsko abecedo pri izobraževanju v berberskem jeziku v javnih šolah, medtem ko se tifinagh večinoma uporablja za umetniško simboliko. Mali in Niger priznavata tuareško berbersko latinsko abecedo, prilagojeno fonološkemu sistemu Tuaregov. Vendar se v teh državah še vedno uporablja tradicionalni Tifinagh.
Leta 2001 je berberščina postala ustavni nacionalni jezik Alžirije, leta 2011 pa je berberščina postala ustavno uradni jezik Maroka. Leta 2016 je berberski jezik poleg arabščine postal ustavno uradni jezik Alžirije.
Izraz berberščina se v Evropi uporablja vsaj od 17. stoletja in se uporablja še danes. Izposojena je bila iz latinskega barbari. Latinsko besedo najdemo tudi v arabski oznaki za te populacije, البربر (al-Barbar). 
Tradicionalno so izraz Tamazight (v različnih oblikah: Thamazighth, Tamasheq, Tamajaq, Tamahaq) uporabljale številne berberske skupine za označevanje jezika, ki so ga govorile, vključno s Srednjim Atlasom, Rifijci, Senedi v Tuniziji in Tuaregi. Vendar so druge skupine uporabljale druge izraze; na primer, nekatere berberske populacije v Alžiriji so svoj jezik imenovale Taznatit (Zenati) ali Šela, medtem ko so Kabili svoj jezik imenovali Takbajlit, prebivalci oaze Siva pa so svoj jezik imenovali Sivi . V Tuniziji se lokalni amaziški jezik običajno imenuje Šela, izraz, ki ga najdemo tudi v Maroku.

## Pravopis
Za prepis berberskih jezikov so bili uporabljeni različni pravopisi. V antiki je bila libijsko-berberska pisava (tifinagh) uporabljena za pisanje numidijskega jezika, imenovanega tudi stari libijski jezik. Zgodnje uporabe pisave so bile najdene na skalni umetnosti in v različnih grobovih. Med njimi je 1500 let stara monumentalna grobnica tuareškega matriarha Tina Hinana, kjer so na eni od sten našli ostanke napisa v tifinagh pisavi.
Po širjenju islama so nekateri berberski učenjaki uporabljali tudi arabsko pisavo. Zdaj so za berberske jezike v uporabi trije sistemi pisanja: tifinagh, arabska pisava in berberska latinska abeceda.

## Prebivalstvo
Natančno število govorcev berberščine je težko ugotoviti, saj večina severnoafriških držav v svojih popisih ne beleži jezikovnih podatkov.
- Maroko: Leta 1960 je bil izveden prvi popis prebivalstva po osamosvojitvi Maroka. 32 odstotkov Maročanov je trdilo, da govorijo berbersko, vključno z dvo-, tri- in štirijezičnimi ljudmi.[9] Po ocenah iz leta 2007 je bilo število govorcev Amazigha v Maroku 7,5 milijona.[10] Ocenjuje se, da je 7,5 milijona beberbersko govorečega prebivalstva razdeljeno približno na tri glavna narečja.[11]
  - Rifianščina: 1,3 milijona[11]
  - Šila: 3,9 milijona[11]
  - Centralno Atlaški Tamazight: 2,3 milijona[11]

- Alžirija: Leta 1906 je bilo celotno prebivalstvo, ki govori berberske jezike v Alžiriji (brez redko poseljene regije Sahare), ocenjeno na 1.305.730 od 4.447.149, to je 29 odstotkov. (Doutté & Gautier, Enquête sur la dispersion de la langue berbère en Algérie, faite par l'ordre de M. le Gouverneur Général, Alžir 1913.) Popis iz leta 1911 pa je naštel 1.084.702 govorcev od 4.740.526. Opažen je bil trend, da so berberske skupine, obkrožene z arabščino (kot v mestu Blida), sprejemale arabščino, medtem ko so arabsko govoreči, obkroženi z Berberi (kot v Sikh ou Meddour blizu mesta Tizi Ouzou), ponavadi sprejeli berberščino. Leta 1952 je André Basset ocenil, da približno tretjina prebivalstva Alžirije govori berbersko. Po mnenju zgodovinarja Charlesa-Roberta Agerona iz leta 1886 je imela Alžirija okoli 1,2 milijona govorcev berberščine in 1,1 milijona govorcev arabščine. Alžirski popis iz leta 1966 je ugotovil, da 2.297.997 od 12.096.347 Alžircev ali 19 odstotkov govori "berbersko". Leta 1980 je Salem Chaker ocenil, da "v Alžiriji živi 3.650.000 govorcev berberščine ali da ena petina Alžircev govori berberski jezik" (Chaker 1984, str. 8–9).

- Kabyie: 2.540.000 ali 9 odstotkov (Ethnologue, 1995); 6.000.000 ali 20 odstotkov (Ethnologue, 1998). Predvsem v Alžiru, Béjaïi, Tizi Ouzou, Bouïri, Sétifu in Boumerdèsu .
- Šavija: približno 2 milijona ali 8,5 odstotka prebivalstva v letu 2005.  Predvsem v Batna, Khenchela, Sétif, Souk Ahras, Oum El Bouaghi in Tébessa .
- Šenva: 56.300 govorcev po oceni v regiji Dahra Pogorje, natančneje na gorovju Chenoua, zahodno od Alžira v provincah Tipaza, Chlef in Aïn Defla.

Četrta skupina, kljub zelo majhni populaciji, predstavlja večino ozemlja, kjer se govori berbersko:
- Tuaregi: 25.000 v Alžiriji (Ethnologue, 1987), predvsem v gorovju Hoggar v Sahari. Večina Tuaregov živi v Maliju in Nigru (glej spodaj).

Drugi berberski jeziki, ki se govorijo v Alžiriji, vključujejo: Tamazight iz Blide, jezike vasi Beni Snouss in Beni Boussaid v provinci Tlemcen, Matmatasko berberščino, ki se govori v regiji Ouarsenis, jezik Mozabite, ki se govori v regiji province Mzab in jezik oaze Ouargla.
| Zahodna berberščina: Zenaga jezikSeverna berberščina: Atlaški jeziki Zenati jeziki Kabile jezik | Tuareški jezik: Tuareški jezikiVzhodna berberščina: Siva jezik |

- Tunizija: Basset (1952) je ocenil približno 1 odstotek, prav tako Penchoen (1968). Glede na Ethnologue je v Tuniziji le 26.000 govorcev (1998) beberskega jezika, ki mu pravi "džerbi", vendar ga Tunizijci imenujejo "šela", vse na jugu okoli Džerbe in Matmate . Bolj severna enklava Sened ne govori več berbersko. To bi pomenilo 0,3 odstotka prebivalstva. Chenini je tudi ena redkih preostalih vasi, ki govorijo berberščino v Tuniziji. [13]
- Libija: Glede na Ethnologue (z odbitkom kombiniranih libijsko arabskih in egiptovsko arabskih številk) je nearabsko govoreče prebivalstvo, ki bi bilo večinoma berbersko, ocenjeno na 4 odstotke (1991, 1996). Vendar pa posamezne jezikovne številke znašajo 162.000, to je približno 3 odstotke. To je predvsem pripisano naslednjim jezikom:
  - Nafusi v gorovju Nafusa in Zuvara berberščini v mestu Zuvarah v regiji Tripolitanija : 184.000.[14]
  - Tahagart (Tamahaq) jezik tuareške veje mesta Ghat: 17.000 (Johnstone 1993).
- Egipt: oaza Siva blizu libijske meje govori berberski jezik; po Ethnologu je tam 5000 govorcev (1995). Leta 1907 je živelo 3884 prebivalcev (po podatkih Encyclopædia Britannica iz leta 1911).
- Mavretanija: Glede na Ethnologue je ostalo le 200 do 300 govorcev Zenaga (1998). Omenja tudi Tamašek, vendar ne navaja njihovega števila prebivalcev. Večina nearabskih govorcev v Mavretaniji govori jezike Niger-Kongovskega območja.
- Mali: Ethnologue šteje 440.000 Tuaregov (1991), ki govorijo:

Tamašek: 250,000
Tamadžak: 190,000
- Niger: Ethnologue šteje 720.000 Tuaregov (1998), ki govorijo:

Tavalamat tamadžak: 450,000
Tajart tamadžak: 250,000
Tamahak: 20,000